# Heinrich Nipper
Heinrich Adolf Nipper (* 7. Juni 1901 in Bremen; † 11. Januar 1968 in Lindau (Bodensee)) war ein deutscher Metallurg.

## Leben

### Akademische Laufbahn
Heinrich Nipper besuchte die Oberrealschule in Bremen. Nach dem Abitur studierte er von 1920 bis 1924 Eisenhüttenkunde an der RWTH Aachen. Zu Beginn des Studiums wurde er Mitglied des Corps Montania Aachen. 1928 wurde er bei Eugen Piwowarsky zum Dr.-Ing. promoviert. Im Mai des folgenden Jahres habilitierte er sich im Fach Gießereiwesen und wurde Privatdozent für Formstoffe und Hilfsmaterialien des Gießereibetriebes der RWTH. Im Januar 1933 erhielt Nipper einen Lehrauftrag für Metallgießerei, trat zum 1. April 1933 der NSDAP (Mitgliedsnummer 2.139.000) sowie im gleichen Jahr der SA bei und wurde im November 1934 zum außerordentlichen Professor ernannt. Über Leichtmetallgusslegierungen arbeitend wurde er im Oktober 1935 auf den neu geschaffenen Lehrstuhl für Metallguss und die gesamte Technologie des Gießereiwesens der RWTH berufen.

### Hochschulpolitik
Von 1933 bis 1936 war Nipper Leiter der Dozentenschaft an der TH Aachen und 1935/36 Aachener Dozentenbundführer. Seit 1934 war er temporär als Referent für das Reichserziehungsministerium tätig, wofür er 1935 einige Wochen lang von seiner eigentlichen Lehrtätigkeit beurlaubt wurde. Nipper wechselte 1937 endgültig als Hauptreferent im Amt W (Wissenschaft) und Ministerialrat in das Reichserziehungsministerium, gehörte aber noch dem Aachener Lehrkörper an. Zum Oktober 1939 erhielt er im Nebenamt zu seiner Referententätigkeit den Lehrstuhl für das gesamte Gießereiwesen der Eisen- und Nichteisenmetalle an der wehrtechnischen Fakultät der TH Berlin und wurde Direktor des Gießereiinstituts. Im Reichserziehungsministerium lag der Schwerpunkt seiner Tätigkeit bis Kriegsende auf der Erarbeitung einer reichsweit einheitlichen Prüfungsordnung für die technischen Studiengänge, die nach ihm benannte Nipper'sche Prüfungsordnung. Weiterhin verantwortete er die Berufungsverhandlungen künftiger Lehrstuhlinhaber an den Technischen Hochschulen.

### Nachkriegszeit
Nach dem Zweiten Weltkrieg wurde Nipper entlassen  und ging für einige Jahre als Ingenieur ins Ausland. Von 1956 bis 1960 war er Leiter der Werkstoff-Forschung und Werkstoff-Prüfung in den Buderus’schen Eisenwerken in Wetzlar. Kürschners Deutscher Gelehrtenkalender von 1961 führte ihn als ordentlichen Professor der TU Berlin. Von 1966 bis zu seinem Tod war er Präsident der Golf Senioren Gesellschaft Deutschland e.V.

## Schriften
- mit Eugen Piwowarsky: Festigkeitseigenschaften bei höheren Temperaturen, unter besonderer Berücksichtigung des Einflusses von Nickel
- mit Eugen Piwowarsky, Jon Vladescu: Der Einfluss von Arsen und Antimon auf Gusseisen, 1933
- Oelkerne und ihre Prüfung, 1937
- mit Paul E. Chrétien, Eugen Piwowarsky: Über den Wasserstoffgehalt von Aluminium- und Siluminguß
- Studienpläne sowie Studien- und Prüfungsordnungen für die Ausbildung von Diplom- und Doktor-Ingenieuren an Deutschen Technischen Hochschulen und Bergakademien, 1941
- La solidificación de tubos centrifugados de fundición de grafito laminar nodular, 1959
- mit Heinz Gries, Reimar König: Zur Begasung und Entgasung von schmelzflüssigem Gußeisen, 1962 (Zusammen)
- mit Hans Honsel, Heinz Borchers: Über den Angriff flüssiger Leichtmetalle auf Eisenlegierungen und deren Verwendung als Tiegelwerkstoff in Gießereibetrieben – gemeinschaftliche Mitteilung aus den Honsel-Werken, Meschede, und dem Institut für Metallurgie und Metallkunde der Technischen Hochschule München, 1963